# Edt bei Lambach
Edt bei Lambach è un comune austriaco di 2 136 abitanti nel distretto di Wels-Land, in Alta Austria.